# Chi Chi
Chi Chi（チーチー、9月28日 - ）は、日本の女性プロレスラー。神奈川県出身。

## 所属
- プロレスリングEvolution（2023年 - ）

## 経歴
2022年5月23日に広告代理店のステータス社が設立した女子プロレス運営会社「Evolution」の所属として最初にデビューした3人のレスラーのうちの一人。同期はZONESとサニー（2023年12月17日引退）で、2023年3月31日に新木場1stRINGで行われた『Evolution旗揚げ戦』で3人同時にデビューした。Chi Chiはメインイベントで優宇とのシングルマッチに臨んだが、ベアベアーズからの片エビ固めで敗れた。
2023年5月18日、デビュー3戦目の全日本プロレス新木場1stRING大会ではじめて他団体の大会に出場。ZONES&SAKIと組んで清水ひかり&櫻井裕子&網倉理奈組と対戦したが、櫻井に胴締めドラゴンスリーパーを決められて直接ギブアップ負け。
2023年10月18日、新宿FACEで開催された『Decade of Queens ～夏すみれプロデュース10周年大会～』での元祖Yシャツマッチ時間差バトルロイヤルで優勝。これが初の自力勝利となる。試合終了後に夏すみれからYシャツクイーンの証として、かつて夏がプロレスリングWAVE10周年記念大会のYシャツマッチに出場した時に着用したコブラティアラを贈呈される。
2023年11月6日、センダイガールズプロレスリング主催のデビュー3年未満の選手による「じゃじゃ馬トーナメント」の第5回大会の開催が発表され、ZONESとともにエントリー。1回戦と準決勝が行われた2023年12月8日の新木場1stRING大会では、1回戦ではプロレスリングWAVE所属の田中きずなに勝利したが、準決勝では丸森レアから勝利して勝ち上がってきたZONESとの同門対決となり、デスバレーボムを決められ敗れた。
2024年の第6回じゃじゃ馬トーナメントでは2回戦から参加し、スパイク・ニシムラに勝利。準決勝で炎華、10月20日に新木場1stRINGで行われた決勝戦でさくらあやを下して優勝した。試合後のマイクで、空位だったセンダイガールズワールドジュニア王座への挑戦を要求し、その場で名乗りを上げたセンダイガールズのYUNAと11月9日新潟市体育館で王座決定戦を行い、勝利。第9代王者となった。その間、里村明衣子へのシングル挑戦権を賭けたZONESとの試合に勝利し、11月21日に新木場1stRINGでのEvolution興行で里村に挑むも敗れた。

## 得意技
花より卍
バックドロップ
バッグドロップ・ホールド

## タイトル歴
センダイガールズプロレスリング
- 第9代センダイガールズワールドジュニアチャンピオン
- 2024年じゃじゃ馬トーナメント優勝